# Lijst van nummer 1-albums in de Nederlandse Album Top 100 in 1969
Onderstaande albums stonden in 1969 op nummer 1 in de  Elpee Top 10, de voorloper van de huidige Nederlandse Album Top 100. De LP Top 10 werd vanaf 17 mei 1969 wekelijks samengesteld door de VARA en vanaf 6 december door de NOS.
| Nummer | Datum        | Artiest                   | Titel                     | Opmerking       |
| ------ | ------------ | ------------------------- | ------------------------- | --------------- |
| 1      | 17 mei       | Bob Dylan                 | Manhattan Skyline         |                 |
|        | 24 mei       | Bob Dylan                 | Manhattan Skyline         |                 |
| 2      | 31 mei       | James Last                | James Last op klompen     |                 |
|        | 7 juni       | James Last                | James Last op klompen     |                 |
|        | 14 juni      | James Last                | James Last op klompen     |                 |
|        | 21 juni      | James Last                | James Last op klompen     |                 |
|        | 28 juni      | James Last                | James Last op klompen     |                 |
|        | 5 juli       | James Last                | James Last op klompen     |                 |
|        | 12 juli      | James Last                | James Last op klompen     |                 |
|        | 19 juli      | James Last                | James Last op klompen     |                 |
|        | 26 juli      | James Last                | James Last op klompen     |                 |
|        | 2 augustus   | James Last                | James Last op klompen     |                 |
|        | 9 augustus   | James Last                | James Last op klompen     |                 |
| 3      | 16 augustus  | Elvis Presley             | Elvis sings flaming star  | Compilatiealbum |
|        | 23 augustus  | Elvis Presley             | Elvis sings flaming star  | Compilatiealbum |
|        | 30 augustus  | Elvis Presley             | Elvis sings flaming star  | Compilatiealbum |
| 4      | 6 september  | Blind Faith               | Blind Faith               |                 |
|        | 13 september | Blind Faith               | Blind Faith               |                 |
|        | 20 september | Blind Faith               | Blind Faith               |                 |
|        | 27 september | Blind Faith               | Blind Faith               |                 |
|        | 4 oktober    | Blind Faith               | Blind Faith               |                 |
|        | 11 oktober   | geen LP Top 10 verschenen | geen LP Top 10 verschenen |                 |
|        | 18 oktober   | geen LP Top 10 verschenen | geen LP Top 10 verschenen |                 |
|        | 25 oktober   | geen LP Top 10 verschenen | geen LP Top 10 verschenen |                 |
|        | 1 november   | geen LP Top 10 verschenen | geen LP Top 10 verschenen |                 |
|        | 8 november   | geen LP Top 10 verschenen | geen LP Top 10 verschenen |                 |
|        | 15 november  | geen LP Top 10 verschenen | geen LP Top 10 verschenen |                 |
|        | 22 november  | geen LP Top 10 verschenen | geen LP Top 10 verschenen |                 |
|        | 29 november  | geen LP Top 10 verschenen | geen LP Top 10 verschenen |                 |
| 5      | 6 december   | The Beatles               | Abbey Road                |                 |
| 6      | 13 december  | The Rolling Stones        | Let It Bleed              |                 |
|        | 20 december  | The Rolling Stones        | Let It Bleed              |                 |
|        | 27 december  | The Rolling Stones        | Let It Bleed              |                 |